# Màn màn tím
Màn màn tím, hay còn gọi là màn ri tím, màn ri tía, mằn ri, rau mằn (danh pháp khoa học:Cleome chelidonii) là một loài thực vật có hoa trong họ Màn màn. Loài này được L.f. miêu tả khoa học đầu tiên năm 1782.
Cây thân thảo, cao 40 cm, thân màu xanh nhạt hoặc tía có 5 cạnh, ít lông. Lá kép chân vịt 3 lá chét mọc cách, lá chét ở giữa thường to hơn. Phiến lá có lông thưa. Hoa mọc đơn lẻ ở nách lá, đài 4, trành 4, nhị 6, nhụy ngắn.
Cây sử dụng nhiều trong Đông y và văn hóa ẩm thực.